# Сборная Бельгии по футболу (до 17 лет)
Сборная Бельгии по футболу до 17 лет — национальная футбольная команда, представляющая Бельгию в международных турнирах, за которую имеют право выступать игроки возрастом 17 лет и младше. Контролируется Королевской бельгийской футбольной ассоциацией.
Сборная принимает участие в чемпионатах Европы и чемпионатах мира для игроков до 17 лет. Наивысшим достижением сборной является третье место на чемпионате мира 2015 года, а также участие в полуфиналах чемпионатов Европы в 2007, 2015 и 2018 году.

## Статистика выступлений

### Чемпионат мира (до 17 лет)
| Год   | Раунд                    | И                        | В                        | Н                        | П                        | МЗ                       | МП                       |
| ----- | ------------------------ | ------------------------ | ------------------------ | ------------------------ | ------------------------ | ------------------------ | ------------------------ |
| 1985  | Не квалифицировалась     | Не квалифицировалась     | Не квалифицировалась     | Не квалифицировалась     | Не квалифицировалась     | Не квалифицировалась     | Не квалифицировалась     |
| 1987  | Не квалифицировалась     | Не квалифицировалась     | Не квалифицировалась     | Не квалифицировалась     | Не квалифицировалась     | Не квалифицировалась     | Не квалифицировалась     |
| 1989  | Не квалифицировалась     | Не квалифицировалась     | Не квалифицировалась     | Не квалифицировалась     | Не квалифицировалась     | Не квалифицировалась     | Не квалифицировалась     |
| 1991  | Не квалифицировалась     | Не квалифицировалась     | Не квалифицировалась     | Не квалифицировалась     | Не квалифицировалась     | Не квалифицировалась     | Не квалифицировалась     |
| 1993  | Не квалифицировалась     | Не квалифицировалась     | Не квалифицировалась     | Не квалифицировалась     | Не квалифицировалась     | Не квалифицировалась     | Не квалифицировалась     |
| 1995  | Не квалифицировалась     | Не квалифицировалась     | Не квалифицировалась     | Не квалифицировалась     | Не квалифицировалась     | Не квалифицировалась     | Не квалифицировалась     |
| 1997  | Не квалифицировалась     | Не квалифицировалась     | Не квалифицировалась     | Не квалифицировалась     | Не квалифицировалась     | Не квалифицировалась     | Не квалифицировалась     |
| 1999  | Не квалифицировалась     | Не квалифицировалась     | Не квалифицировалась     | Не квалифицировалась     | Не квалифицировалась     | Не квалифицировалась     | Не квалифицировалась     |
| 2001  | Не квалифицировалась     | Не квалифицировалась     | Не квалифицировалась     | Не квалифицировалась     | Не квалифицировалась     | Не квалифицировалась     | Не квалифицировалась     |
| 2003  | Не квалифицировалась     | Не квалифицировалась     | Не квалифицировалась     | Не квалифицировалась     | Не квалифицировалась     | Не квалифицировалась     | Не квалифицировалась     |
| 2005  | Не квалифицировалась     | Не квалифицировалась     | Не квалифицировалась     | Не квалифицировалась     | Не квалифицировалась     | Не квалифицировалась     | Не квалифицировалась     |
| 2007  | Групповой этап           | 3                        | 1                        | 0                        | 2                        | 3                        | 6                        |
| 2009  | Не квалифицировалась     | Не квалифицировалась     | Не квалифицировалась     | Не квалифицировалась     | Не квалифицировалась     | Не квалифицировалась     | Не квалифицировалась     |
| 2011  | Не квалифицировалась     | Не квалифицировалась     | Не квалифицировалась     | Не квалифицировалась     | Не квалифицировалась     | Не квалифицировалась     | Не квалифицировалась     |
| 2013  | Не квалифицировалась     | Не квалифицировалась     | Не квалифицировалась     | Не квалифицировалась     | Не квалифицировалась     | Не квалифицировалась     | Не квалифицировалась     |
| 2015  | Третье место             | 7                        | 4                        | 1                        | 2                        | 9                        | 8                        |
| 2017  | Не квалифицировалась     | Не квалифицировалась     | Не квалифицировалась     | Не квалифицировалась     | Не квалифицировалась     | Не квалифицировалась     | Не квалифицировалась     |
| 2019  | Будет определено позднее | Будет определено позднее | Будет определено позднее | Будет определено позднее | Будет определено позднее | Будет определено позднее | Будет определено позднее |
| Итого | 2/17                     | 10                       | 5                        | 1                        | 4                        | 12                       | 14                       |

### Чемпионат Европы (до 17 лет)
| Год   | Раунд                | И                    | В                    | Н*                   | П                    | МЗ                   | МП                   |
| ----- | -------------------- | -------------------- | -------------------- | -------------------- | -------------------- | -------------------- | -------------------- |
| 2002  | Не квалифицировалась | Не квалифицировалась | Не квалифицировалась | Не квалифицировалась | Не квалифицировалась | Не квалифицировалась | Не квалифицировалась |
| 2003  | Не квалифицировалась | Не квалифицировалась | Не квалифицировалась | Не квалифицировалась | Не квалифицировалась | Не квалифицировалась | Не квалифицировалась |
| 2004  | Не квалифицировалась | Не квалифицировалась | Не квалифицировалась | Не квалифицировалась | Не квалифицировалась | Не квалифицировалась | Не квалифицировалась |
| 2005  | Не квалифицировалась | Не квалифицировалась | Не квалифицировалась | Не квалифицировалась | Не квалифицировалась | Не квалифицировалась | Не квалифицировалась |
| 2006  | Групповой этап       | 3                    | 0                    | 1                    | 2                    | 2                    | 8                    |
| 2007  | Полуфинал            | 4                    | 1                    | 3*                   | 0                    | 5                    | 5                    |
| 2008  | Не квалифицировалась | Не квалифицировалась | Не квалифицировалась | Не квалифицировалась | Не квалифицировалась | Не квалифицировалась | Не квалифицировалась |
| 2009  | Не квалифицировалась | Не квалифицировалась | Не квалифицировалась | Не квалифицировалась | Не квалифицировалась | Не квалифицировалась | Не квалифицировалась |
| 2010  | Не квалифицировалась | Не квалифицировалась | Не квалифицировалась | Не квалифицировалась | Не квалифицировалась | Не квалифицировалась | Не квалифицировалась |
| 2011  | Не квалифицировалась | Не квалифицировалась | Не квалифицировалась | Не квалифицировалась | Не квалифицировалась | Не квалифицировалась | Не квалифицировалась |
| 2012  | Групповой этап       | 3                    | 1                    | 1                    | 1                    | 3                    | 2                    |
| 2013  | Не квалифицировалась | Не квалифицировалась | Не квалифицировалась | Не квалифицировалась | Не квалифицировалась | Не квалифицировалась | Не квалифицировалась |
| 2014  | Не квалифицировалась | Не квалифицировалась | Не квалифицировалась | Не квалифицировалась | Не квалифицировалась | Не квалифицировалась | Не квалифицировалась |
| 2015  | Полуфинал            | 5                    | 2                    | 2**                  | 1                    | 6                    | 4                    |
| 2016  | Четвертьфинал        | 4                    | 1                    | 2                    | 1                    | 3                    | 2                    |
| 2017  | Не квалифицировалась | Не квалифицировалась | Не квалифицировалась | Не квалифицировалась | Не квалифицировалась | Не квалифицировалась | Не квалифицировалась |
| 2018  | Полуфинал            | 5                    | 4                    | 0                    | 1                    | 10                   | 3                    |
| 2019  | Квалифицировалась    |                      |                      |                      |                      |                      |                      |
| Итого | 6/17                 | 24                   | 10                   | 7                    | 7                    | 29                   | 24                   |

* В ничьи включаются матчи плей-офф, завершившиеся послематчевыми пенальти.